# U-17-Fußball-Europameisterschaft der Frauen 2008/Deutschland

## Erste Qualifikationsrunde
| Pl. | Land        | Sp. | S | U | N | Tore    | Diff. | Punkte |
| --- | ----------- | --- | - | - | - | ------- | ----- | ------ |
| 1.  | Deutschland | 3   | 3 | 0 | 0 | 024:100 | +23   | 09     |
| 2.  | Norwegen    | 3   | 2 | 0 | 1 | 022:600 | +16   | 06     |
| 3.  | Israel      | 3   | 1 | 0 | 2 | 001:180 | −17   | 03     |
| 4.  | Bulgarien   | 3   | 0 | 0 | 3 | 000:220 | −22   | 0      |

| 5. September 2007 |

| Deutschland | - | Israel | 8:0 | (3:0) |

| 1:0 Marozsan (3.), 2:0 Popp (22.), 3:0 Bagehorn (40.+2), 4:0 Marozsan (46.)(FE), |
| 5:0 Pietsch (59.), 6:0 Popp (61.), 7:0 Knaak (65.), 8:0 Kemme (69.)              |
|                                                                                  |

| 7. September 2007 |   |           |      |       |
| Deutschland       | - | Bulgarien | 10:0 | (3:0) |
|                   |   |           |      |       |

| 1:0 Popp (12.), 2:0 Kleiner (29.), 3:0 Popp (30.), 4:0 Schröder (42.), 5:0 Marozsan (43.)(FE), |
| 6:0 Kemme (44.), 7:0 Kemme (46.), 8:0 Knaak (53.), 9:0 Kemme (72.), 10:0 Mester (80.+3)        |
|                                                                                                |

| 10. September 2007 |   |             |     |       |
| Norwegen           | - | Deutschland | 1:6 | (1:3) |
|                    |   |             |     |       |

| 1:0 Haanes (12.), 1:1 Huth (15.), 1:2 Marozsan (31.), 1:3 Huth (39.), |
| 1:4 Popp (42.), 1:5 Marozsan (68.), 1:6 Bujna (75.)                   |
|                                                                       |

## Zweite Qualifikationsrunde
| Pl. | Land        | Sp. | S | U | N | Tore    | Diff. | Punkte |
| --- | ----------- | --- | - | - | - | ------- | ----- | ------ |
| 1.  | Deutschland | 3   | 3 | 0 | 0 | 011:100 | +10   | 09     |
| 2.  | Polen       | 3   | 1 | 1 | 1 | 003:400 | −1    | 04     |
| 3.  | Schweden    | 3   | 0 | 2 | 1 | 003:600 | −3    | 02     |
| 4.  | Schweiz     | 3   | 0 | 1 | 2 | 001:700 | −6    | 01     |

| 10. April 2008 |

| Deutschland | - | Schweiz | 4:0 | (1:0) |
|             |   |         |     |       |

| 1:0 Zumbült (23.), 2:0 Rudelic (65.), 3:0 Rudelic (69.), 4:0 Popp (77.) |
|                                                                         |

| 12. April 2008 |   |       |     |       |
| Deutschland    | - | Polen | 3:0 | (3:0) |
|                |   |       |     |       |

| 1:0 Knaak (4.), 2:0 Knaak (19.), 3:0 Popp (35.) |
|                                                 |

| 15. April 2008 |   |             |     |       |
| Schweden       | - | Deutschland | 1:4 | (1:2) |
|                |   |             |     |       |

| 1:0 Schough (18.), 1:1 Mester (34.), 1:2 Popp (38.), 1:3 Popp (58., FE), 1:4 Popp (68.) |

## Endrunde

### Kader
Bundestrainer Ralf Peter nominierte für die Endrunde der Europameisterschaft folgenden Kader:
| Nr.        | Name                   | Geburtstag | Verein                 | Spiele | Tore |     |     |     |
| Tor        | Tor                    | Tor        | Tor                    | Tor    | Tor  | Tor | Tor | Tor |
| ---------- | ---------------------- | ---------- | ---------------------- | ------ | ---- | --- | --- | --- |
| 1          | Anna Felicitas Sarholz | 05.07.1992 | 1. FFC Turbine Potsdam | 2      | 0    | 0   | 0   | 0   |
| 12         | Lisa Schmitz           | 04.05.1992 | Germania Zündorf       | 0      | 0    | 0   | 0   | 0   |
| Abwehr     |                        |            |                        |        |      |     |     |     |
| 2          | Claudia Bujna          | 10.12.1991 | Herforder SV           | 2      | 0    | 0   | 0   | 1   |
| 13         | Julia Debitzki         | 25.06.1991 | FCR 2001 Duisburg      | 0      | 0    | 0   | 0   | 0   |
| 18         | Claudia Götte          | 07.09.1992 | Westfalia Scherfede    | 0      | 0    | 0   | 0   | 0   |
| 4          | Valeria Kleiner        | 27.03.1991 | SC Freiburg            | 2      | 0    | 0   | 0   | 0   |
| 5          | Carolin Simon          | 24.11.1992 | GSV Eintracht Baunatal | 2      | 0    | 0   | 0   | 0   |
| 3          | Inka Wesely            | 10.05.1991 | SG Essen-Schönebeck    | 2      | 0    | 0   | 0   | 0   |
| Mittelfeld |                        |            |                        |        |      |     |     |     |
| 6          | Marie-Louise Bagehorn  | 07.07.1991 | 1. FFC Turbine Potsdam | 2      | 0    | 0   | 0   | 0   |
| 10         | Dzsenifer Marozsán     | 18.04.1992 | 1. FC Saarbrücken      | 2      | 2    | 0   | 0   | 0   |
| 16         | Lynn Mester            | 27.03.1992 | Westfalia Osterwick    | 2      | 0    | 0   | 0   | 1   |
| 8          | Kristine Zumbült       | 27.07.1991 | DJK-VfL Billerbeck     | 2      | 0    | 0   | 0   | 0   |
| Angriff    |                        |            |                        |        |      |     |     |     |
| 9          | Svenja Huth            | 25.01.1991 | 1. FFC Frankfurt       | 2      | 0    | 0   | 0   | 0   |
| 15         | Tabea Kemme            | 14.12.1991 | 1. FFC Turbine Potsdam | 1      | 0    | 0   | 0   | 0   |
| 7          | Turid Knaak            | 24.01.1991 | FCR 2001 Duisburg      | 2      | 0    | 0   | 0   | 0   |
| 17         | Isabelle Linden        | 15.01.1991 | SG Essen-Schönebeck    | 1      | 0    | 0   | 0   | 0   |
| 11         | Alexandra Popp         | 06.04.1991 | 1. FFC Recklinghausen  | 2      | 1    | 0   | 0   | 0   |
| 14         | Ivana Rudelic          | 25.01.1992 | TSV Tettnang           | 1      | 1    | 0   | 0   | 0   |

### Halbfinale
| Deutschland                                       | Deutschland | Dänemark | Dänemark |
| ------------------------------------------------- | --- | --- | -------- |
| Deutschland                                       | \| 20. Mai 2008 in Nyon (Centre sportif de Colovray) \| \| Ergebnis: 1:0 (1:0) \| \| Schiedsrichterin: Rhona Daly ( Irland) \| | \| 20. Mai 2008 in Nyon (Centre sportif de Colovray) \| \| Ergebnis: 1:0 (1:0) \| \| Schiedsrichterin: Rhona Daly ( Irland) \| | Dänemark |
| Deutschland                                       | Anna Felicitas Sarholz; Claudia Bujna, Inka Wesely, Valeria Kleiner, Carolin Simon; Marie-Louise Bagehorn, Turid Knaak, Kristine Zumbült (56. Lynn Mester), Dzsenifer Marozsán; Svenja Huth, Alexandra Popp (62. Isabelle Linden) Cheftrainer: Ralf Peter | Lene Gissel Rasmussen; Line Østergaard, Line Jensen, Britta Olsen, Victoria Black; Michelle Madsen, Katrine Veje, Amanda Marie Hohol (70. Tenna Kappel Bendtsen), Pernille Harder; Stina Mikkelsen (54. Anne Thirup Rudmose), Linette Andreasen (67. Simone Boye Sørensen) Cheftrainer: Bent Eriksen | Dänemark |
| Deutschland                                       | 1:0 Dzsenifer Marozsán (44.) | | Dänemark |
| Deutschland                                       | Lynn Mester (80.) | Amanda Marie Hohol (10.) | Dänemark |
| 20. Mai 2008 in Nyon (Centre sportif de Colovray) | | |          |
| Ergebnis: 1:0 (1:0)                               | | |          |
| Schiedsrichterin: Rhona Daly ( Irland)            | | |          |

### Finale
| Frankreich                                        | Frankreich | Deutschland | Deutschland             |
| ------------------------------------------------- | --- | --- | ----------------------- |
| Frankreich                                        | \| 23. Mai 2008 in Nyon (Centre sportif de Colovray) \| \| Ergebnis: 0:3 (0:1) \| \| Schiedsrichterin: Rhona Daly ( Irland) \| | \| 23. Mai 2008 in Nyon (Centre sportif de Colovray) \| \| Ergebnis: 0:3 (0:1) \| \| Schiedsrichterin: Rhona Daly ( Irland) \| | Deutschland Deutschland |
| Frankreich                                        | Laëtitia Philippe; Floriane Hellio, Caroline La Villa, Annaïg Butel, Adeline Rousseau; Charlotte Poulain, Inès Jaurena (54. Solène Barbance), Marina Makanza, Léa Rubio (41. Rose Lavaud); Pauline Crammer (75. Cindy Thomas), Marine Augis Cheftrainer: Gérard Sergent | Anna Felicitas Sarholz; Claudia Bujna, Inka Wesely, Valeria Kleiner, Carolin Simon; Marie-Louise Bagehorn, Turid Knaak (76. Tabea Kemme), Kristine Zumbült (64. Lynn Mester), Dzsenifer Marozsán; Svenja Huth (60. Ivana Rudelic), Alexandra Popp Cheftrainer: Ralf Peter | Deutschland Deutschland |
| Frankreich                                        | 0:1 Dzsenifer Marozsán (33.) 0:2 Alexandra Popp (49.) 0:3 Ivana Rudelic (72.) | | Deutschland Deutschland |
| Frankreich                                        | Caroline La Villa (78.) | Claudia Bujna (40.+1') | Deutschland Deutschland |
| 23. Mai 2008 in Nyon (Centre sportif de Colovray) | | |                         |
| Ergebnis: 0:3 (0:1)                               | | |                         |
| Schiedsrichterin: Rhona Daly ( Irland)            | | |                         |

Deutschland holte sich im Colovray-Stadion in Nyon, Schweiz mit einem 3:0-Finalsieg über Frankreich den Titel bei der ersten UEFA-U17-Europameisterschaft für Frauen. Tore von Dzsenifer Marozsan und Alexandra Popp brachten die Truppe von Ralf Peter auf die Siegerstraße, ehe die eingewechselte Ivana Rudelic den Sieg acht Minuten vor Schluss unter Dach und Fach brachte.